# Revue d'histoire du protestantisme
La Revue d’histoire du protestantisme est une revue scientifique trimestrielle à comité de lecture portant sur les différents aspects de l’histoire du protestantisme. Publiée par la Société de l’histoire du protestantisme français et éditée par la Librairie Droz, elle a succédé en 2016 au Bulletin de la Société de l’histoire du protestantisme français (créé en 1852).

## Politique éditoriale
La Revue d’histoire du protestantisme (RHP) a pour ambition de traiter de l'histoire du protestantisme dans tous ses aspects et toutes ses dimensions : la ligne éditoriale demeure ainsi fidèle à sa vocation historique – traiter du protestantisme français et des pays du Refuge huguenot –, mais s'étend aux protestantismes du monde entier et à l’histoire du temps présent. Elle publie principalement des articles en français munis de résumés en français, anglais et allemand, ainsi que, à l’occasion, des articles en langue étrangère (anglais, italien).
L’inflexion de la politique éditoriale par rapport au BSHPF a aussi consisté à s'ouvrir davantage aux sciences humaines et sociales telles que l’ethnologie, la sociologie, l’anthropologie et à donner toute leur place aux études littéraires, musicologiques et artistiques.
L'équipe rédactionnelle est composée de Hubert Bost, Céline Borello et Valentine Zuber. Les articles – travaux de recherche ou éditions de sources – sont soumis avant publication à un comité de lecture international composé de membres aux domaines d’expertise variés.
Des colloques ou des commémorations sont l’occasion de dossiers thématiques :
- « Protestantisme et reliques » (2016/3) ;
- « Le Luther des Français » (2017/1-2) ;
- « Regards croisés sur le fait religieux minoritaire en France et en Europe » (2017/4) ;
- « Poésie, musique et propagande religieuse au temps des Réformes » (2018/3-4) ;
- « Protestantisme et démocratie » (2019/2) ;
- « Encore ces “maudits livres luthériens”. La réception de Luther en France et en Europe, et les origines de la Réforme » (2020/1) ;
- « Les Psaumes dans la culture huguenote. Usages militants (XVIe siècle-XVIIIe siècle) » (2020/2-3) ;
- « Cinquantenaire de la mort de Marc Boegner » (2020/4).
- « 450e anniversaire de la Saint-Barthélemy : actualité de la recherche historique » (2022/3) et « Mémoires de la Saint-Barthélemy » (2023/1).
- « Pouvoirs et institutions dans les protestantismes européens (vers 1840 – vers 1900) » (2023/2-3)

La RHP informe aussi de la recherche universitaire en format plus bref (positions de thèses, veille bibliographique, comptes rendus, annonces de colloques) ainsi que de la vie de la SHPF : rapports d'activités annuels, conférences de la SHPF, commémorations, allocutions historiques lors des assemblées annuelles du Musée du Désert ; travaux de restauration de la Bibliothèque de la SHPF (2019/4) et informations sur les nouveaux fonds d'archives entrés (2023/4, 2024/4). 
Elle a rendu compte de l'inauguration de la plaque commémorative de la Saint-Barthélemy à Paris (2016/3) et de celle du jardin mémorial de la Saint-Barthélemy à Paris (2022/4).

## Consultation en ligne
Les résumés trilingues des articles sont consultables sur le site de la Société de l’histoire du protestantisme français. La version en ligne des articles est accessible sur le site de la Librairie Droz.